# Agricultura de Estados Unidos
La agricultura en Estados Unidos es uno de los sectores económicos más importantes. Entre las principales cosechas del sector están el maíz, la soja, el trigo y otros.

## Producción agrícola de Estados Unidos en 2018
En 2018, Estados Unidos:
- Fueron, con mucho, el mayor productor mundial de maíz (392 millones de toneladas). El país ha sido el líder mundial en la producción de maíz durante décadas y sólo recientemente China, con 257,3 millones de toneladas producidas este año, se ha acercado a la producción de Estados Unidos;
- Fueron el mayor productor mundial de soja (123,6 millones de toneladas), cargo que ocuparon durante muchos años, pero que recientemente han estado compitiendo con Brasil por el liderazgo mundial. Brasil superó la producción de soja de Estados Unidos en 2020.[1]
- Fueron el cuarto productor mundial de trigo (51,2 millones de toneladas), solo superados por China, India y Rusia;
- Fueron el tercer productor mundial de remolacha azucarera (30 millones de toneladas), solo superado por Rusia y Francia (la remolacha se utiliza para fabricar azúcar y etanol) ;
- Fueron el décimo productor mundial de caña de azúcar (31,3 millones de toneladas). La caña también se utiliza para fabricar azúcar y etanol;
- Fueron el quinto productor mundial de patata (20,6 millones de toneladas), solo superado por China, India, Rusia y Ucrania;
- Fueron el tercer productor mundial de tomate (12,6 millones de toneladas), solo superados por China e India;
- Fueron el tercer productor mundial de algodón (11,4 millones de toneladas), solo superado por China e India;
- Fueron el duodécimo productor mundial de arroz (10,1 millones de toneladas);
- Fueron el mayor productor mundial de sorgo (9,2 millones de toneladas);
- Fueron el tercer productor mundial de uva (6,8 millones de toneladas), solo superado por China e Italia;
- Fueron el cuarto productor mundial de naranja (4,8 millones de toneladas), solo superados por Brasil, China e India;
- Fueron el segundo productor mundial de manzana (4,6 millones de toneladas), solo superado por China;
- Fueron el tercer productor mundial de cebolla (3,2 millones de toneladas), solo superado por China e India;
- Fueron el tercer productor mundial de maní (2,4 millones de toneladas), solo superado por China e India;
- Fueron el mayor productor mundial de almendra (1,8 millones de toneladas);
- Fueron el segundo productor mundial de fresa (1,3 millones de toneladas), solo superado por China;
- Fueron el décimo productor mundial de avena (814 mil toneladas);
- Fueron el octavo productor mundial de limón (812 mil toneladas);
- Fueron el tercer productor mundial de pera (730 mil toneladas), solo superado por China e Italia;
- Fueron el tercer mayor productor mundial de guisante verde (722 mil toneladas), solo superados por China e India;
- Fueron el sexto productor mundial de melocoton (700 mil toneladas);
- Fueron el segundo mayor productor mundial de nuez (613 mil toneladas), solo superado por China;
- Fueron el segundo productor mundial de pistacho (447 mil toneladas), solo superado por Irán;
- Fueron el tercer productor mundial de lenteja (381 mil toneladas), solo superado por Canadá e India;
- Fueron el segundo productor mundial de espinacas (384 mil toneladas), solo superado por China;
- Fueron el cuarto productor mundial de ciruela (368 mil toneladas), solo superado por China, Rumania y Serbia;
- Fueron el cuarto productor mundial de tabaco (241 mil toneladas), solo superados por China, Brasil e India;
- Produjeron 3,6 millones de toneladas de lechuga y achicoria;
- Produjeron 3,3 millones de toneladas de cebada;
- Produjeron 1,7 millones de toneladas de frijoles;
- Produjeron 1,7 millones de toneladas de sandía;
- Produjeron 1,6 millones de toneladas de colza;
- Produjeron 1,5 millones de toneladas de zanahoria;
- Produjeron 1,2 millones de toneladas de coliflor y brócoli;
- Produjeron 960 mil toneladas de girasol;
- Produjeron 804 mil toneladas de mandarina;

Además de producciones menores de otros productos agrícolas, como melón (872 mil toneladas), calabaza (683 mil toneladas), pomelo (558 mil toneladas), arándano rojo (404 miles de toneladas), cereza (312 mil toneladas), arándano azul (255 mil toneladas), centeno (214 mil toneladas), aceituna (138 mil toneladas), etc.

## Historia de la agricultura en Estados Unidos

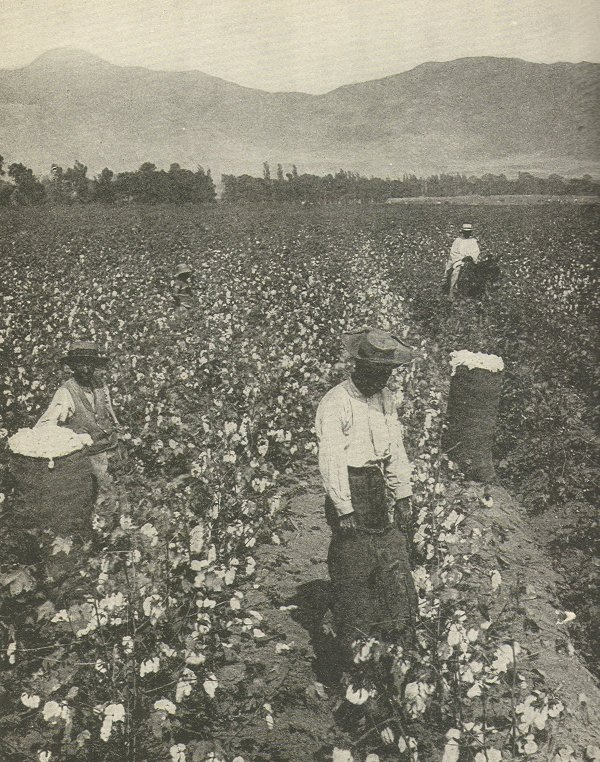
La agricultura de una plantación de algodón al sur del país en 1921

Entre los pueblos indígenas de América del Norte, había grupos nómadas y otros sedentarios. Estos últimos estaban asentados en diferentes zonas del sur y el centro del actual territorio estadounidense. La práctica de la agricultura en el área se data en unos 7000 años y entre los cultivos utilizados se encuentran la calabaza, el girasol, los frijoles, el amaranto y, sobre todo, el maíz. Maíz, frijoles y calabazas eran los cultivos principales de varios pueblos y reciben el apelativo de "tres hermanas".
Las prácticas de la agricultura europea afectaron notablemente el paisaje de la Nueva Inglaterra, dejando atrás muchas huellas físicas. Los colonos introdujeron ganado de Europa, lo que provocó muchos cambios en la tierra. El pastoreo de animales requiere una gran cantidad de tierra y alimentos para sostener y debido al pastoreo, los pastos nativos fueron destruidos y especies europeas comenzaron a sustituirlos. Nuevas especies de malas hierbas se introdujeron y comenzaron a prosperar, ya que fueron capaces de resistir el pastoreo de los animales, mientras que las especies nativas no pudieron.
El agotamiento del suelo fue un enorme problema en la agricultura de Nueva Inglaterra. El arado con bueyes no permitía que el colono sumara a la granja más tierras, sin embargo favoreció la erosión de los suelos y la disminución de la fecundidad. Esto debido al corte en el arado, la profundidad en el suelo y a que el suelo no permitiese un mayor contacto con el oxígeno favoreció el agotamiento de sus nutrientes. Con la gran cantidad de ganado en el paisaje de Nueva Inglaterra el suelo se compacto por el peso de los bovinos y esto no daba suficiente oxígeno para mantener la vida.
En Estados Unidos, las granjas propagaron las colonias hacia el oeste junto con los colonos. En las regiones más frías, el trigo, fue a menudo el cultivo de elección cuando las tierras se asentaron, dando lugar a una «frontera de trigo» que se trasladó hacia el oeste con el transcurso de los años. También fue muy común en el medio oeste, la agricultura del maíz, mientras que la cría de cerdos fue complementando a unos y a otros, sobre todo desde que fue difícil obtener el grano en el mercado antes de los canales y vías férreas. Después de la "frontera de trigo" se pasó a través de un lapso en el cual las explotaciones se volvieron más diversificadas incluyendo ganado lechero. En las regiones más cálidas se alzaron plantaciones de algodón y los rebaños de ganado vacuno. En la primera etapa colonial al sur, aumentó el cultivo de tabaco y de algodón el cual para aquel entonces ya era más común, especialmente a través de la utilización de trabajo esclavo hasta la Guerra Civil. En el noreste, los esclavos fueron utilizados en la agricultura hasta principios del siglo XIX. En el Medio Oeste, la esclavitud fue prohibida por la Orden de la Libertad 1787.
La introducción y amplia adopción de la agricultura científica desde mediados del siglo XIX ha hecho una gran mejora en el crecimiento económico de Estados Unidos Esta evolución se vio facilitada por la Ley Morrill y la Ley Hatch de 1887 que se estableció en cada estado una tierra en concesión a la universidad (con la misión de enseñar y el estudio de la agricultura) y uno federal - financiado por el sistema de la estación de experimento agrícolas y una Extensión Cooperativa con las redes de lugar y los agentes de extensión en cada estado.
Los frijoles de soja no fueron ampliamente cultivados en los Estados Unidos sino hasta la década de 1950, cuando comenzaron a reemplazar a la avena y al trigo.
Importantes áreas de tierras agrícolas fueron abandonadas durante la Gran Depresión y se incorporaron a los nacientes bosques nacionales. Más tarde, las restricciones de Sodbuster y Swampbuster pasaron por escrito las mismas en los programas federales de las granjas a partir del año 1970 revirtiendo décadas con una tendencia de destrucción a los mismos, que comenzó en 1942 cuando a los agricultores se les instó a que la plantaran todo lo posible la tierra en apoyo al esfuerzo de la guerra. En los Estados Unidos, los programas federales administran a través del departamento local de Conservación de Suelos y Aguas del Distrito que proporcionan asistencia técnica y financiación parcial a los agricultores que deseen aplicar prácticas de gestión para conservar el suelo y limitar la erosión.

## Condiciones de trabajo
Según un estudio de la ONG británica Oxfam, publicado en 2016, la gran mayoría de los 250 000 trabajadores del sector agrícola se ven privados del derecho a usar el retrete para aumentar su productividad. Muchos de ellos se ven obligados a usar pañales para trabajar en sus empresas y «reducir su ingesta de líquidos y líquidos a niveles peligrosos». Para la ONG, esto es un deterioro de la condición humana de los empleados que ya «ganan salarios bajos y sufren altos índices de lesiones y enfermedades tanto físicas como mentales».[Cita requerida]

## Principales productos agrícolas

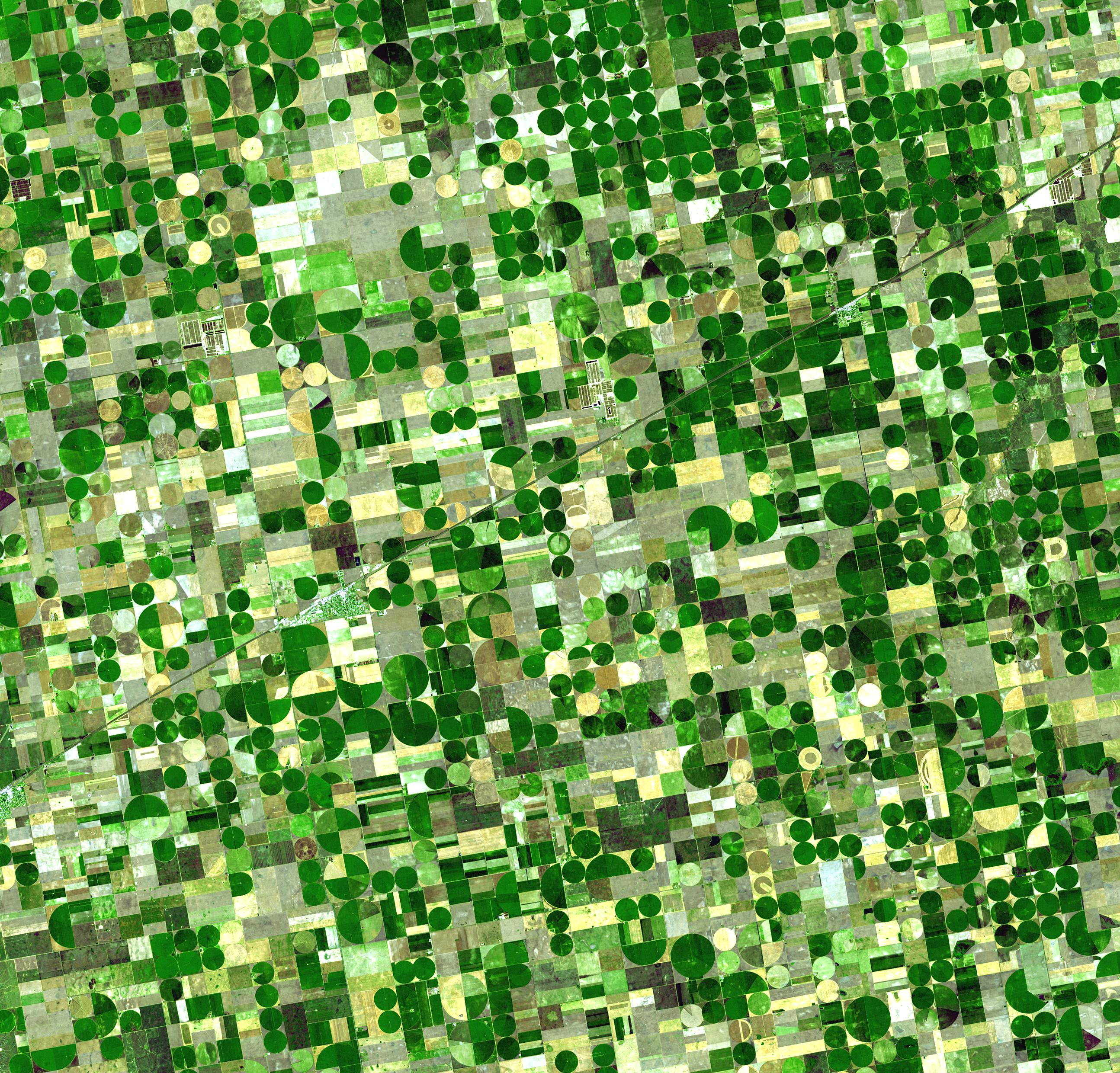
Imagen satelital de campos de cultivo circular característica del pivote de riego en Kansas (junio de 2001). Saludables, los cultivos son de color verde, aunque ese color también depende del calendario del cultivo y de la cosecha. El maíz sería cada vez mayor en los tallos de hojas a finales de junio. Sorgo, que se asemeja a maíz, crece más lentamente y sería mucho menor y, por tanto, posiblemente más pálido. El trigo es brillante como oro, la cosecha se produce en junio.

A continuación se indican los veinte principales productos agrícolas producidos por los Estados Unidos por su valor según lo informado por la FAO en 2003 (los productos son clasificados por su masa, triplicada por los precios internacionales de 2003 al 2013; los datos se refieren a toneladas métricas):
| 1.  | Maíz                | 256 904 992 |
| 2.  | Ganado vacuno       | 11 736 300  |
| 3.  | Leche               | 78 155 037  |
| 4.  | Pollo               | 15 006 000  |
| 5.  | Soya                | 65 795 300  |
| 6.  | Cerdo               | 8 574 290   |
| 7.  | Trigo               | 63 589 820  |
| 8.  | Algodón             | 3 967 810   |
| 9.  | Huevo               | 5 141 000   |
| 10. | Pavo                | 2 584 200   |
| 11. | Tomates             | 12 275 000  |
| 12. | Patatas             | 20 821 930  |
| 13. | Uvas                | 6 125 670   |
| 14. | Naranjas            | 10 473 450  |
| 15. | Arroz               | 9 033 610   |
| 16. | Manzanas            | 4 241 810   |
| 17. | Sorgos              | 10 445 900  |
| 18. | Lechuga             | 4 490 000   |
| 19. | Aceite de canola    | 6 072 690   |
| 20. | Aceite de remolacha | 27 764 390  |

### Cultivos

#### Valor de la producción

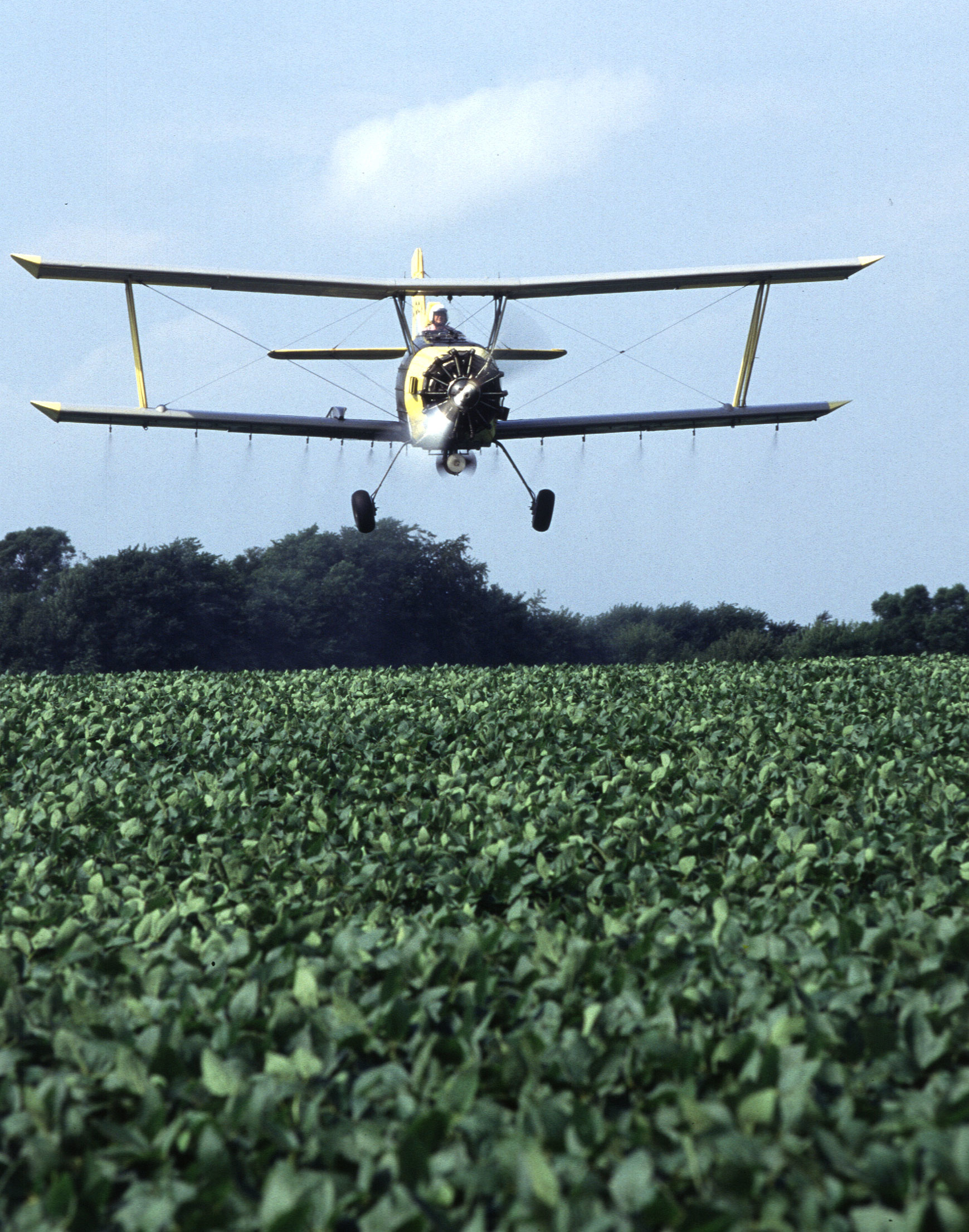
Avión de fumigación sobre los campos de Illinois.

Aunque (y tal vez debido a) la marihuana es ilegal en los Estados Unidos, es la producción más grande en cultivos por valor con aproximadamente US$35,8 millones. Los cultivos más grandes (legales) en cuanto a producción refiere son:
| Cultivos más grandes en los Estados Unidos en 1997 (en miles de millones de dólares) | Cultivos más grandes en los Estados Unidos en 1997 (en miles de millones de dólares) |
| ------------------------------------------------------------------------------------ | ------------------------------------------------------------------------------------ |
| Maíz                                                                                 | 24,4                                                                                 |
| Soya                                                                                 | 17,7                                                                                 |
| Trigo                                                                                | 824                                                                                  |
| Alfalfa                                                                              | 8,3                                                                                  |
| Algodón                                                                              | 6,1                                                                                  |
| Heno,                                                                                | 5,1                                                                                  |
| Tabaco                                                                               | 3,0                                                                                  |
| Arroz                                                                                | 1,7                                                                                  |
| Sorgo                                                                                | 1,4                                                                                  |
| Cebada                                                                               | 0,9                                                                                  |
| Fuente: 1997 USDA-NASS reports,                                                      |                                                                                      |

Nótese que la alfalfa y el heno no son rastreados por la FAO y la producción de tabaco en los Estados Unidos ha caído un 60% entre 1997 y 2003.

### Ganadería
Las principales industrias ganaderas en los Estados Unidos son:
- Ganado vacuno
- Res
- Cerdo
- Aves de corral
- Ovejas

Los inventarios en los Estados Unidos a finales de 1997 fueron:
- 403 000 000 pollos
- 99 500 000 reses
- 59 900 000 cerdos
- 7 600 000 ovejas

Cabras, caballos, pavos y abejas también son criados, aunque en menores cantidades. Los datos de su inventario no están tan fácilmente disponibles como para las grandes industrias. Para los tres principales estados productores de cabras (AZ, NM y TX) hubo 1.200.000 cabras a finales de 2002. Hubo 5 300 000 caballos en los Estados Unidos a finales de 1998. Y 2 500 000 colonias de abejas a finales de 2002.

## Tipo de cultivo en granja o empresa
El tipo de explotación se encuentra basado en los productos básicos que son la mayoría de los cultivos de una granja. Los nueve tipos más comunes incluyen:
- Granos de maíz, frijoles de soya y otros granos (trigo, avena, cebada, sorgo), frijoles, chícharos, y arroz.
- Tabaco
- Algodón
- Otros campos son: cacahuates, patatas, girasoles, entre otros.[6][7][8]

## Gestión pública
La agricultura de los Estados Unidos se rige fundamentalmente por la ley agrícola la cual se renueva periódicamente. La forma de gobierno es un tanto federal y local en corresponsabilidad con el Departamento de Agricultura de los Estados Unidos que es el departamento federal responsable. Los estadounidenses proagricultura forman un poderoso grupo de interés en la política americana y desde la fundación de los Estados Unidos.
Las leyes laborales que prohíben los niños trabajen en otros lugares de proporcionan algunas excepciones para los niños que trabajan en las explotaciones o granjas con exenciones para los niños que trabajan en la granja de la familia. Los niños pueden también obtener permisos de las escuelas de formación profesional o de la 4-H que les permitan realizar trabajos que de otro modo no se permitirá que hacer.

## Fuente de empleo
En 1870, la mitad de la población de los Estados Unidos estaba empleada en la agricultura. Hoy en día menos de la mitad de dicho por ciento está directamente empleada en la agricultura.